# Cruzille
Cruzille – miejscowość i gmina we Francji, w regionie Burgundia-Franche-Comté, w departamencie Saona i Loara.
Według danych na rok 1990 gminę zamieszkiwały 243 osoby, a gęstość zaludnienia wynosiła 22 osoby/km² (wśród 2044 gmin Burgundii Cruzille plasuje się na 669. miejscu pod względem liczby ludności, natomiast pod względem powierzchni na miejscu 860.).